# Cristiano De André
Cristiano De André (Genova, 29 dicembre 1962) è un cantautore e polistrumentista italiano.

## Biografia
È figlio del celebre cantautore Fabrizio De André (1940–1999) e della sua prima moglie Enrica "Puny" Rignon (1933–2004), ed ha una sorellastra, Luisa Vittoria detta Luvi (1977), figlia del padre e della sua seconda compagna e moglie, la cantante Dori Ghezzi (1946); suo nonno paterno era il politico e dirigente d'azienda Giuseppe De André (1912–1985). Viene chiamato Cristiano in quanto è il secondo nome del padre e cresce in mezzo alla musica e ai principali nomi del cantautorato italiano degli anni sessanta e settanta. Dopo aver frequentato le elementari alla scuola Diaz di Genova (la stessa che nel 2001 diventerà tristemente nota per i fatti legati al G8 avvenuti al suo interno) e poi presso un istituto religioso privato, già durante l'adolescenza Cristiano segue le orme paterne studiando chitarra e violino al Conservatorio Niccolò Paganini di Genova e iniziando a collaborare alla stesura delle musiche per spettacoli teatrali.
Nei primi anni ottanta fonda i Tempi Duri con alcuni musicisti di Verona: Carlo Facchini, Carlo Pimazzoni e Marco Bisotto. Il gruppo, di cui esce in quel periodo un unico album, Chiamali Tempi Duri, sono supporter di Fabrizio De André sino al loro temporaneo scioglimento nel 1985.

### L'esordio solista
Nel 1985 Cristiano partecipa per la prima volta al Festival di Sanremo con la canzone Bella più di me, il cui testo è di Roberto Ferri, arrivando quarto nella sezione Giovani e vincendo il Premio della critica.

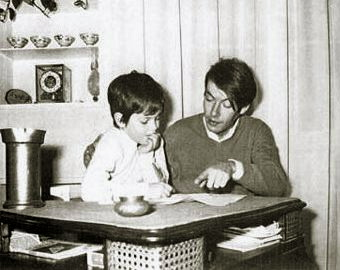
Cristiano De André con il padre Fabrizio nel 1968

Nel 1987 esce il suo primo album da solista, Cristiano De André, alla cui realizzazione partecipa anche il cantautore Massimo Bubola; il disco contiene anche il brano Briciola di pane, dedicato alla figlia Fabrizia, avuta l'anno precedente. Nel 1990 esce l'album L'albero della cuccagna, a cui collaborano fra gli altri Mauro Pagani, Vince Tempera, Ellade Bandini, Ares Tavolazzi e Massimo Bubola.
Il terzo album di Cristiano, Canzoni con il naso lungo, esce nel 1992; in esso spicca la collaborazione con Eugenio Finardi. Nel 1993 Cristiano ritorna a Sanremo con il brano Dietro la porta e si aggiudica il secondo posto assoluto nella categoria Campioni, il Premio della Critica e il Premio Volare. L'album Canzoni con il naso lungo viene ristampato con il titolo – già usato – di Cristiano De André includendo il nuovo brano.
Nel 1995 esce l'album Sul confine, in cui sono presenti collaborazioni con musicisti con cui Cristiano aveva già collaborato, come Oliviero Malaspina, e un brano interpretato insieme al padre Fabrizio, Cose che dimentico. Nello stesso periodo il padre lo coinvolge nell'arrangiamento del brano Le acciughe fanno il pallone dell'album Anime salve.
Nella seconda metà degli anni novanta Cristiano accompagna in tour il padre Fabrizio con il resto della famiglia (Dori Ghezzi e Luvi), suonando sul palco, al fianco del genitore, numerosi strumenti fra i quali la chitarra e il violino.

Cristiano De André alla chitarra

Nel 2001 esce l'album Scaramante, nuova collaborazione con Oliviero Malaspina, ben accolto da pubblico e critica, che lo valutano come il culmine della sua produzione artistica. Nel 2002 gira l'Italia con il tour omonimo e a luglio con quell'album riceve, ad Aulla, il Premio Lunezia per il valore musical-letterario. 
Nel 2003 è ancora al Festival di Sanremo con Un giorno nuovo; dopo la partecipazione viene pubblicato l'omonimo album live, che raccoglie una selezione riarrangiata di brani dai precedenti album insieme al nuovo brano sanremese.
Seguono alcuni anni di silenzio dovuti ad alcuni problemi personali, in particolare alla scomparsa di entrambi i genitori. Nel 2004 infatti muore la madre Enrica, la prima moglie del padre Fabrizio, morto nel 1999.

### Il ritorno alle scene e i tourDe André canta De André
L'11 gennaio 2009 – in occasione del tributo a Fabrizio De André trasmesso da Rai 3 nella puntata speciale di Che tempo che fa – ritorna sulle scene interpretando in diretta dalla sua città, Genova, Creuza de mä, celebre brano in lingua ligure di suo padre Fabrizio, con Mauro Pagani. Il 7 febbraio 2009 è ospite a Che tempo che fa cantando 'Â çímma, altro famoso brano in lingua ligure del padre.
Nell'estate 2009 prende il via un tour dal titolo De André canta De André – Live 2009 in cui Cristiano interpreta dal vivo brani della discografia del padre Fabrizio. Il programma della tournée include una parte estiva (tra giugno e settembre, in arene all'aperto), dalla quale viene tratto il CD-DVD dal vivo De André canta De André con la regia di Daniele Pignatelli, e una invernale (tra ottobre e dicembre, nei teatri). Visto il successo di pubblico e critica, il tour riparte nel febbraio 2010 con una sessione invernale fino ad aprile. Una seconda sessione estiva comincia nel giugno 2010 e si conclude a Genova il 22 ottobre 2010.
Il 26 ottobre 2010 la casa discografica Target Music ristampa in un unico cofanetto i due album Scaramante (2001) e Un giorno nuovo (2003). Il 15 novembre è ospite della trasmissione di Roberto Saviano e Fabio Fazio Vieni via con me, in cui canta il brano Don Raffaé, pubblicato dal padre nell'album Le nuvole del 1990.
Il 30 novembre 2010 esce il secondo volume di De André canta De André con allegato un DVD del concerto Notturno dell'Amistade, tenutosi a Varano de' Melegari l'8 luglio 2010. L'11 dicembre 2010 Cristiano è ospite nella trasmissione I migliori anni e il 12 a Niente di personale su LA7. Il 15 gennaio 2011 presenta il CD a Che tempo che fa. Nello stesso periodo collabora con la cantante Francesca Romana Perrotta per la composizione del brano Il demone.
Il 23 luglio 2011 partecipa al Festival teatro canzone Giorgio Gaber a Viareggio. Nel 2012 partecipa alla registrazione dell'album tributo a Giorgio Gaber, Per Gaber... io ci sono, reinterpretando il brano Buttare lì qualcosa.
Il nono album discografico, Come in cielo così in guerra, è pubblicato il 2 aprile 2013. Contemporaneamente inizia il "Come in cielo così in guerra Tour" che, partendo da Rimini il 23 marzo 2013, tocca alcune delle principali città italiane.
Il 18 dicembre 2013 viene annunciata la sua partecipazione al Festival di Sanremo 2014 con le canzoni Invisibili e Il cielo è vuoto. Quest'ultimo è il brano ammesso alla finale, dove si piazza al settimo posto, mentre Invisibili vince il Premio della Critica Mia Martini Sezione Campioni e il Premio al miglior testo "Sergio Bardotti". Come ha spiegato lo stesso artista, «Invisibili racconta le esperienze che ho vissuto in prima persona durante la mia giovinezza. Racconta di Genova e dell'Italia in quel periodo in cui i giovani si erano messi in moto per sovvertire la cappa clerico-fascista-democristiana che aleggiava sul paese. Poi ci ha pensato la droga, l'eroina a piegare una generazione».
Nella notte fra il 12 e il 13 luglio 2015, guidando in stato di ebbrezza, ha un incidente stradale senza conseguenze presso il comune di Santa Teresa Gallura.
A marzo 2016, annuncia l'uscita della sua autobiografia dal titolo La versione di C. Opera che riceve, a Marina di Carrara, il "Premio Lunezia Libro dell'Anno" , libro scritto in collaborazione con Giuseppe Cristaldi. 

Cristiano De André al violino (foto P. Orecchioni)

Nel 2019 porta in tournée in Italia Storia di un impiegato, in cui interpreta le canzoni tratte dall'omonimo concept album del padre uscito nel 1973.
Nel 2020 Cristiano De André vince il Premio Ciampi, partecipando con la canzone "Tu no".
Nel 2021 esordisce al cinema come protagonista con il docu-film DeAndré DeAndré - Storia di un impiegato, venendo selezionato alla 78ª edizione della Mostra internazionale d'arte cinematografica nella sezione Fuori Concorso.

## Vita privata
Ha quattro figli: dalla prima compagna Carmen De Cespedes ha avuto Fabrizia (1986) e i gemelli Francesca e Filippo (25 gennaio 1990), mentre dalla relazione con Sabrina La Rosa è nata Alice (1999). È nonno di un unico nipote, Riccardo, figlio di Fabrizia, nato il 12 gennaio 2018.
Sua figlia Francesca De André, all'età di 21 anni, nel 2011, ha partecipato all'ottava edizione dell'Isola dei famosi, con disappunto della famiglia.

## Posizioni politiche
Il 21 ottobre 2014, insieme al collega e conterraneo Francesco Baccini, è a capo del corteo di manifestanti che con lo slogan #OraBasta chiedono le dimissioni delle giunte regionale ligure e comunale genovese e dei dirigenti dell'ARPAL "per manifesta incapacità di governo" a seguito dell'alluvione di Genova del 9 e 10 ottobre 2014. I due cantanti incontrano il sindaco Marco Doria insieme a una delegazione di cittadini e commercianti e De André annuncia l'intenzione di organizzare un concerto benefico e di scrivere una canzone per gli "Angeli del Fango".
Dichiaratamente schierato a sinistra in origine, esprime successivamente il proprio sostegno al Movimento 5 Stelle, partito per cui dichiara di aver votato in occasione delle elezioni politiche del 2013; nel novembre 2017, a seguito della firma sulla nuova legge elettorale da parte del Presidente della Repubblica Sergio Mattarella, auspica la vittoria dell'esponente pentastellato Giancarlo Cancelleri alle imminenti elezioni regionali in Sicilia (che saranno invece vinte dal candidato del centrodestra Nello Musumeci).

## Discografia

### Solista
Album in studio
- 1987 - Cristiano De André (Dischi Ricordi, SMRL 6376) (ristampato lo stesso anno con una bonus track e il titolo Elettrica)
- 1990 - L'albero della cuccagna (Dischi Ricordi, SMRL 6424)
- 1992 - Canzoni con il naso lungo (WEA Italiana, 4509 90059-1) (ristampato nel 1993 con una bonus track e il titolo Cristiano De André, 4509 92092-1)
- 1995 - Sul confine
- 2001 - Scaramante
- 2013 - Come in cielo, così in guerra
- 2014 - Come in cielo, così in guerra - Special Edition

Album dal vivo
- 2009 - De André canta De André (CD live + DVD)
- 2010 - De André canta De André - vol. 2 (CD live + DVD)
- 2017 - De André canta De André - vol. 3[28]
- 2023 - DeAndré#DeAndré: Storia di un impiegato

Raccolte
- 2003 - Un giorno nuovo (live in studio)

Singoli
- 1985 - Bella più di me / Believe in me (Dischi Ricordi, SRL 11018)
- 1986 - Elettrica / Electrica (Dischi Ricordi, SRL 11042)
- 1987 - Dimenticandoti / L'ultimo dei rischi (Dischi Ricordi, SRL 11055)
- 1987 - Briciola di pane / America
- 1992 - Canzoni con il naso lungo
- 1992 - Che gran confusione
- 1993 - Verrà il tempo / Sei come ti vorrei
- 1993 - Dietro la porta
- 1995 - Nel bene e nel male
- 1995 - Cose che dimentico / Il mio canto libero / Un giorno dopo l'altro (WEA Italiana, 4509 97538 2)
- 2001 - Sei arrivata / La diligenza
- 2002 - Le quaranta carte (radio edit)
- 2002 - Lady Barcollando (radio edit) / La diligenza / Lady Barcollando
- 2003 - Un giorno nuovo
- 2013 - Non è una favola
- 2014 - Il cielo è vuoto
- 2014 - Invisibili
- 2016 - Canzone per l'estate
- 2025 - Crêuza de mä  (con Bresh)

### Con i Tempi Duri
Album
- 1982 - Chiamali Tempi Duri (Fado, FAD 35701)

Singoli
- 1982 - Tempi duri / In una notte così
- 1982 - Via Waterloo
- 1982 - Regina di dolore
- 1983 - Jekyll / Gabbia

## Filmografia

### Cinema
- Faber in Sardegna & L'ultimo concerto di Fabrizio De André, regia di Gianfranco Cabiddu (2015)

- DeAndré DeAndré - Storia di un impiegato, regia di Roberta Lena (2021)
- La nuova scuola genovese, regia di Yuri Dellacasa e Paolo Fossati (2022)

## Pubblicazioni
- La versione di C. di Cristiano De André e Giuseppe Cristaldi, Mondadori Electa (2016)

## Partecipazioni al Festival di Sanremo
| Anno e Categoria      | Brani                         | Interprete         | Piazzamento |
| --------------------- | ----------------------------- | ------------------ | ----------- |
| Sanremo Giovani 1985  | Bella più di me               | Cristiano De André | 4º          |
| Sanremo Campioni 1993 | Dietro la porta               | Cristiano De André | 2º          |
| Sanremo Campioni 2003 | Un giorno nuovo               | Cristiano De André | 12º         |
| Sanremo Campioni 2014 | Invisibili / Il cielo è vuoto | Cristiano De André | 7º          |